# Constant Duval
Constant Duval (état-civil complet : Constant Léon Duval), né à Champlay au hameau du Grand Longueron, rue des vignes, Yonne, le 30 octobre 1877 et décédé à Saint-Piat, Eure-et-Loir, le 4 juillet 1956 est un artiste peintre, affichiste et dessinateur français.

## Biographie
Né de parents aubergistes, il s'oriente vers le dessin et la peinture et devient l'élève des peintres Antoine Guillemet et Paul-Michel Dupuy. Il installe son atelier Villa Chaptal à Levallois, près de Paris. Il demeurera ensuite à Saint-Piat, jusqu'à son décès le 4 juillet 1956.

## Œuvres

### Affiches
Dès 1910 et jusqu'à la nationalisation des chemins de fer français en 1937, Constant Duval crée de nombreuses affiches pour les compagnies exploitant les différents réseaux. Il y déploie son talent de paysagiste pour mettre en valeur les sites naturels accessibles grâce au chemin de fer.
Il fait partie des illustrateurs les plus recherchés de cette époque pour ce type d'affiches, tels Roger Broders,  Paul Berthon ou encore Louis Tauzin. Ces affiches sont le plus souvent imprimées à Paris, en lithographie, notamment chez l'imprimeur Champenois jusqu'en 1920, et d'autres maisons comme Joseph Charles, Lucien Serre et Cie...
Pendant la même période, il réalise des affiches pour différents lieux et monuments sur la commande d'offices de tourisme. Plusieurs de ses œuvres ont été données au Train de la reconnaissance française en 1949.
Il est le créateur d'une affiche du Crédit national émise en 1919 pour faciliter la réparation des dommages causés par la guerre.
De nombreuses affiches ont été rééditées depuis les années 1990 et sont distribuées dans les carteries, librairies et diverses boutiques. Les originaux bénéficient actuellement (mars 2016) d'une cote assez élevée auprès des collectionneurs.

### Peinture
Il participe la première fois au Salon d'Automne de Paris en 1904, puis au Salon des indépendants, au Salon des artistes français dès 1907 et au Salon d'hiver à partir de 1910.
Ses toiles figurent au catalogue de plusieurs expositions de son époque. 
Ses sujets sont presque toujours liés à la représentation de paysages, connus ou non. Plusieurs de ses toiles ont été acquises par l’État français et par la ville de Paris entre 1910 et 1950.
Il s'inspirera souvent, vers la fin de sa vie, de la région de Saint-Piat, en Eure-et-Loir.

## Travaux d'enseignement
Professeur de dessin aux cours municipaux de Levallois-Perret où Simone Barbié fut de ses élèves et professeur de dessin dans les écoles primaires, il contribue à la série "Le dessin enseigné par l'exemple" aux éditions Bornemann. Des rééditions seront réalisées jusque dans les années 1970.

## Livres
- Le dessin enseigné par l'exemple, Étude du paysage no 7, Exercices de perspective, paysages divers par Constant Duval, S. Bornemann, Éditeur, Paris, 1954

## Récompenses[11]
- 1920 : Prix Raigecourt-Goyon
- 1924 : Prix des paysagistes
- 1925 : Diplôme d'honneur à l'Exposition des arts décoratifs
- 1926 : Médaille d'or et hors-concours du Salon des artistes français